# Congriscus
Congriscus is een geslacht van straalvinnige vissen uit de familie van zeepalingen (Congridae).

## Soorten
- Congriscus maldivensis (Norman, 1939)
- Congriscus marquesaensis Karmovskaya, 2004
- Congriscus megastomus (Günther, 1877)